# Solanum ensifolium
Solanum ensifolium es una especie de planta fanerógama de la familia de las solanáceas.

## Descripción
Es un arbusto o pequeño árbol que alcanza un tamaño de 5 m, armado o desarmado; tallos erectos, si armado las espinas de 1 cm, de color naranja brillante por lo general, dispersos a lo largo de los tallos, pubescencia densa, la sésiles tricomas  estrelladas. Hojas simples, de 5-18 x  3-7 cm, estrechamente elípticas, espinas de color naranja rectas dispersos desarmados o con 1 cm de largo sobre las nervaduras centrales en ambas superficies. Inflorescencias laterales, de 12 cm de largo, simple, con hasta 30 flores, pero solo 1 o 2 abierta a la vez. Fruto una baya globosa, negra cuando está madura. Semillas 10-20 por baya, de 1,5 x 1-1,5 mm, aplanadas reniformes.

## Taxonomía
Solanum ensifolium fue descrita por Michel Félix Dunal y publicado en Prodromus Systematis Naturalis Regni Vegetabilis, vol. 13(1), p. 186, 1852.
Etimología
- Solanum: nombre genérico que deriva del vocablo Latíno equivalente al Griego στρνχνος (strychnos) para designar el Solanum nigrum (la "Hierba mora") —y probablemente otras especies del género, incluida la berenjena[3]—, ya empleado por Plinio el Viejo en su Historia naturalis (21, 177 y 27, 132) y, antes, por Aulus Cornelius Celsus en De Re Medica (II, 33).[4] Podría ser relacionado con el Latín sol. -is, "el sol", debido a que la planta sería propia de sitios algo soleados.[5]
- ensifolium: latín  compuesto a partir de ensis, is, espada, gladio, y fǒlǐum, hoja, o sea "con hojas en forma de espada".[6][7]

Sinonimia
- Solanum drymophilum O.E. Schulz[8]